# Ghiacciaio Nikitin
Il ghiacciaio Nikitin (in inglese Nikitin Glacier) è un ghiacciaio situato sulla costa di English, nella parte occidentale della Terra di Palmer, in Antartide. Il ghiacciaio, il cui punto più alto si trova 222 m s.l.m., fluisce verso nord fino ad entrare nello stretto di Stange, a est del flusso di ghiaccio Lidke.

## Storia
Il ghiacciaio Nikitin è stato così battezzato nel 1987 dall'Accademia sovietica delle scienze in onore di Afanasij Nikitin, un mercante russo, tra i primi europei a visitare l'india, che, nel libro intitolato Viaggio in tre mari, documentò un suo viaggio in India e in Africa svolto dal 1466 al 1472.